# Malthodes esgaudensis
Malthodes esgaudensis es una especie de coleóptero de la familia Cantharidae.

## Distribución geográfica
Habita en Tayikistán.